# 新东方 (捷克文期刊)
《新东方》（捷克語：Nový Orient）是研究和介绍亚洲和非洲历史、宗教、文化、政治以及语言文学等课题的捷克文同行评审学术期刊。现任编委会主编为汉学家霍奎保。

## 历史沿革
1945年，捷克斯洛伐克科学院东方研究所创办该期刊。1960年代还出版过《新东方双月刊》。苏军侵占后，东方研究所的东方学家均遭到清查和解雇，它停刊了。这个刊物也是为广大群众服务的普及性刊物，主要收录东方学研究成果，也有文学与诗歌的翻译。